# Jackie DeShannon
Jackie DeShannon, geboren als Sharon Lee Myers (Hazel, Kentucky, 21 augustus 1941), is een Amerikaanse zangeres en singer-songwriter. In haar jeugd trad zij op onder namen als Sherry Lee, Jackie Dee en Jackie Shannon. Op 16-jarige leeftijd brengt ze haar eerste zelf geschreven single uit. Daarmee is ze – samen met Peggy Lee – een van de eerste vrouwen die dat in de jaren 50 doen.

## Carrière

### Beginjaren
DeShannon verhuisde Jackie op jonge leeftijd met haar familie naar het achterland van Chicago, waar ze zich vestigde in Batavia,Illinois. Ze maakte naam als kind en zong zowel in de kerk als op de lokale radio en tv.
Haar eerste single dateert van 1956 onder de naam SHERRY LEE met Shorty Ashford en The Country Music Boys, gevolgd door singles onder de naam Jackie Dee, en in 1959 onder Jackie Shannon, allen echter weinig succesvol. Haar interpretaties van countrynummers "Buddy" (als Jackie Dee) en "Trouble" (als Jackie Shannon) trokken echter de aandacht van rock-'n-roll-ster Eddie Cochran, die haar naar Californië haalde, waar zij een schrijfpartnerschap aanging met Cochrans vriendin Sharon Sheeley. Hun partnerschap produceerde de hits "Dum Dum" en "Heart in Hand" voor Brenda Lee.
In 1960 tekende DeShannon bij Liberty Records en nam de naam Jackie DeShannon aan, waarna ze in 1963 met  Faded Love / Dancing Silhouettes haar eerste Billboard Hot 100 single had op nummer 97. Matig succes had DeShannon met de Jack Nitzsche/Sonny Bono-compositie Needles and pins (nummer 84 op Billboard, maar nummer 1 in Canada) en haar eigen compositie When You Walk In The Room (nummer 99 op Billboard, nummer 26 in Canada). Beide nummers werden zowel in de VS als in het Verenigd Koninkrijk grotere hits door de The Searchers.
DeShannons grootste doorbraak kwam in februari 1964 toen ze in het voorprogramma stond bij de eerste Amerikaanse tournee van de The Beatles in een band samen met gitarist Ry Cooder. DeShannon schreef samen met Sharon Sheeley "Breakaway", dat werd opgenomen door Irma Thomas in 1964 en door Tracey Ullman in 1983. Ze schreef ook "Don't Doubt Yourself Babe" voor het debuutalbum uit 1965 van The Byrds.
DeShannon verbleef in 1965 kort in Engeland en ging een songwriting-partnerschap aan met Jimmy Page (voordat hij begon met Led Zeppelin), wat resulteerde in de nummers "Dream Boy" en "Don't Turn Your Back on Me". DeShannon schreef ook materiaal voor zangeres Marianne Faithfull, waaronder haar Top Tien Britse en Amerikaanse hit "Come and Stay With Me", Faithfulls grootste Britse hit.
DeShannon verhuisde naar New York en begon liedjes te schrijven met de toen nog weinig bekende Randy Newman (onder andere "Did He Call Today Mama?" en "Hold Your Head High"). In 1965 veroverde DeShannon eindelijk de pop-hitlijsten met haar versie van Burt Bacharach en Hal Davids "What the World Needs Now Is Love" (nummer 7 op Billboard en nummer 1 in Canada), en twee jaar later, in 1967, speelde ze een folk-zangeres in de film C'mon Let's Live a Little, met ook een hoofdrol voor zanger Bobby Vee.
DeShannon werd in 1966 met "What the World Needs Now Is Love" tweemaal genomineerd voor een Grammy Award in de categorieën Best Contemporary (R&R) Single en Best Vocal Performance, Female.
In 1969 had DeShannon haar grootste hit met Put a little love in your heart van het gelijknamige album. De single bereikte nummer 4 op Billboard, maar deed in het Nederlandstalig gebied weinig. De cover van Annie Lennox en Al Green bereikte in 1988 een 9e plaats in de Nationale  Hitparade, een 14de plaats in de Nederlandse Top 40 en een 11de in de BRT Top 30. Deze versie werd ook gebruikt in de soundtrack van de Bill Murray-film Scrooged.

### Latere carrière
DeShannon stapte in 1970 over naar Atlantic Records en verhuisde naar Los Angeles, waar zij de wel geprezen albums Jackie (1972) en Your Baby Is a Lady (1974) opnam, maar die er niet in slaagden hetzelfde commerciële succes op te leveren als eerdere releases. In 1971 werkte DeShannon ook als producer voor het album Genesis van Delaney & Bonnie. In 1973 werd ze door Van Morrison uitgenodigd voor de backing vocals op zijn album, Hard Nose the Highway. In 1974 bracht DeShannon het album New Arrangement uit voor Columbia Records. Ze schreef samen met Donna Weiss vier nummers op het album, waaronder "Queen of the Rodeo" en "Bette Davis Eyes". Dit laatste werd in 1981 een wereldwijde nummer 1-single voor Kim Carnes, waarmee Weiss en DeShannon in 1982 de Grammy Award voor Song of the Year wonnen. Ze bracht in 1977 het album You're the Only Dancer uit , een single van dit album, "Don't Let The Flame Burn Out", was een kleine hit en bereikte nummer 65 in de Billboard Hot 100.
DeShannon bleef opnemen tot in de 21e eeuw. Ze bracht You Know Me uit, een album met originele liedjes, voor Varèse Sarabande in 2000, en When You Walk in the Room, een nieuwe opname van haar bekendste liedjes, in 2011.
Op 17 juni 2010 werd DeShannon opgenomen in de Songwriters Hall of Fame.

## NPO Radio 2 Top 2000
Van Jackie DeShannon stond alleen When you walk in the room in 2000 in de NPO Radio 2 Top 2000, op plek 1997.

## Composities
- 1960 - Will I Ever Make It - The Duchesses
- 1961 - Dum dum - Brenda Lee
- 1961 - (He's) The Great Imposter* - The Fleetwoods
- 1961 - Hark, Is That A Cannon I Hear - Bobby Vee
- 1962 - Thank You Darling* - Ricky Nelson
- 1962 - The Other Side Of Town* - P.J. Proby
- 1962 - By A Long Shot* - Patti Page
- 1962 - So Deep* - Brenda Lee
- 1962 - Heart In Hand'* - Brenda Lee
- 1963 - Who Is Me* - Helen Shapiro
- 1963 - Guitar Child* - Duane Eddy
- 1964 - I Just Got To Get Away* - Johnny Rivers
- 1964 - Fallen Idol* - Johnny Rivers
- 1964 - When You Walk In The Room - The Searchers e.v.a.
- 1965 - Come And Stay With Me - Marianne Faithfull e.v.a.
- 1965 - In My Time Of Sorrow** - Marianne Faithfull
- 1965 - Stop That Girl** - Barbara Lewis
- 1965 - Don't Doubt Yourself, Babe - The Byrds
- 1965 - Burn On Love*** - The Righteous Brothers
- 1965 - A Tear Fell - The Searchers
- 1965 - Each Time - The Searchers
- 1965 - Till You Say You'll Be Mine - The Searchers
- 1965 - He Did It Idol* - The Ronettes
- 1966 - Hold Your Head High**** - Irene Kral
- 1966 - Colour Blue - Peter and Gordon
- 1966 - A Boy With Nothing - Peter and Gordon
- 1971 - You Have No Choice - Delaney & Bonnie
- 1978 - Santa Fe / Beautiful Obsession - Van Morrison

* met Sharon Sheeley

** met Jimmy Page

*** met Randy Newman

**** met Jack Nitzsche
- Bibsys: 58409
- Biblioteca Nacional de España: XX1570152
- Bibliothèque nationale de France: cb14002044t (data)
- Gemeinsame Normdatei: 134358023
- International Standard Name Identifier: 0000 0001 2021 5787
- Library of Congress Control Number: n93039269
- MusicBrainz: 194e5e92-0f2d-4d81-b5b9-c5f18d9edd59
- Nationale Bibliotheek van Tsjechië: mzk2011633664
- Nationale Bibliotheek van Israël: 987009849074005171
- Virtual International Authority File: 16437428
- WorldCat: E39PBJtxmf786XBTtdMbhQY773